# Bistum Cydonia
Das Bistum Cydonia (lat.: Dioecesis Agiensis, Cydoniensis) war eine in Griechenland gelegene römisch-katholische Diözese mit Sitz in Chania. 

## Geschichte
Das Bistum Cydonia wurde im Jahre 923 errichtet. Im 17. Jahrhundert wurde das Bistum Cydonia aufgelöst. Das Bistum Cydonia war dem Erzbistum Naxos als Suffraganbistum unterstellt.
Bis 1932 existierte das Bistum Cydonia als Titularbistum Cydonia fort.

## Bischöfe von Cydonia
- Antonio Ursi, 1481–1511
- Bartolomeo Merula, 1511–…
- Franciscus de Molendina OFM, 1523–…
- Augustino Donato, 1525–1535
- Filippo Donato, 1536–1565
- Aloysius Delfino, 1565–1587
- Andreas Corbelli, 1613–1614
- Joannes Albertus de Garzonibus, 1614–1619
- Georgius Perpignani, 1619–1621
- Bernardo Florio, 1621–1642, dann Erzbischof von Zadar
- Milanus Benzio, 1642–1657
- Georgius Demedus, 1657–…